# Castelcucco
Castelcucco là một đô thị ở tỉnh Treviso trong vùng Veneto, có cự ly khoảng 60 km về phía tây bắc của Venice và khoảng 35 km về phía tây bắc của Treviso. Tại thời điểm ngày 31 tháng 12 năm 2004, đô thị này có dân số 2.076 người và diện tích là 8,8 km².
Castelcucco giáp các đô thị: Asolo, Cavaso del Tomba, Monfumo, Paderno del Grappa, Possagno.